# Страны и народы (серия книг)
«Страны и народы» — научно-популярная книжная серия историко-географической и этнографической направленности, выходившая в издательстве «Наука» (Москва) и его отделениях в Ленинграде и Новосибирске с 1977 года.
Формат: 84x108/32 (~130х205 мм); обложка бумажная.

## 1970-е

### 1977 год
- Баранников П. А. Бхарат — Индия. — Л.: Наука, Ленингр. отд-ние, 1977. — (Страны и народы). — 50 000 экз.
- Гавриков Ю. П. Перу: от инков до наших дней. — М.: Наука, 1977. — 136 с. — (Страны и народы). — 89 000 экз.
- Кирова К. Э. Западная Европа, 1917-й. — М.: Наука, 1977. — 192 с. — (Страны и народы). — 23 300 экз.
- Коваль Б. И. Свет Октября над Латинской Америкой. — М.: Наука, 1977. — 184 с. — (Страны и народы).
- Малаховский К. В. Последняя подопечная: (История Микронезии). — М.: Наука, 1977. — 144, [4] с. — (Страны и народы). — 33 500 экз.
- Тишков В. А. Страна кленового листа: начало истории. — М.: Наука, 1977. — 176, [8] с. — (Страны и народы). — 81 000 экз.

### 1978 год
- Малаховский К. В. Соломоновы острова. — М.: Наука, 1978. — 96 с. — (Страны и народы). — 82 500 экз.

### 1979 год
- Альперович М. С. Рождение Мексиканского государства. — М.: Наука, 1979. — 168 с. — (Страны и народы). — 34 000 экз.
- Гавриков Ю. П. Куба: страницы истории. — М.: Наука, 1979. — 168 с. — (Страны и народы). — 58 000 экз.
- Туголуков В. А. Кто вы, юкагиры?. — М.: Наука, 1979. — 152 с. — (Страны и народы). — 50 000 экз.

## 1980-е

### 1980 год
- Кин Ц. И. Италия на рубеже веков: Из истории общественно-политической мысли. — М.: Наука, 1980. — 200 с. — (Страны и народы). — 50 000 экз.
- Кузнецов В. С. Амурсана. — Новосибирск: Наука, Сибир. отд-ние, 1980. — 176 с.
- Кычанов Е. И. Повествование об ойратском Галдане Бошокту-хане. — Новосибирск: Наука, Сибир. отд-ние, 1980. — 192 с. — 24 700 экз.
- Малаховский К. В. Кругосветный бег «Золотой лани». — М.: Наука, 1980. — 200 с. — (Страны и народы). — 100 000 экз.
- Окладников А. П., Васильевский Р. С. Северная Азия на заре истории. — Новосибирск: Наука, Сибир. отд-ние, 1980. — 160 с. — 17 300 экз.
- Ровняков А. В. В борьбе за свободу Болгарии: Национально-освободительное движение болгарского народа и деятельность Г. Раковского 30-е - 60-е гг. XIX в.. — Л.: Наука, Ленингр. отд-ние, 1980. — 208, [4] с. — (Страны и народы). — 12 900 экз.
- Руднев В. А. По историческим и культовым местам Индии. — Л.: Наука, Ленингр. отд-ние, 1980. — 158 с. — 50 000 экз.
- Слёзкин Л. Ю. Легенда, утопия, быль в ранней американской истории. — М.: Наука, 1980. — 160 с. — (Страны и народы). — 50 000 экз.

### 1981 год
- Васильевский Р. С. По следам древних культур Хоккайдо. — М.: Наука, 1981. — 176 с. — 67 000 экз.

### 1982 год
- Малаховский К. В. Трижды вокруг света. — М.: Наука, 1979. — 96 с. — 200 000 экз.
- Полякова Е. Ю. Ольстер: истоки трагедии. — М.: Наука, 1979. — 168 с. — 50 000 экз.

### 1985 год
- Гавриков Ю. П. История изумрудной страны: (Колумбия) / Отв. ред. И. Р. Григулевич. — М.: Наука, 1985. — 128, [8] с. — (Страны и народы). — 22 500 экз.
- Кузнецов В. С. Нурхаци. — Новосибирск: Наука, Сибир. отд-ние, 1985. — 192 с. — 46 500 экз.
- Тульцева Л. А. Современные праздники и обряды народов СССР. — М.: Наука, 1985. — 192 с. — 143 000 экз.
- Чебоксаров Н. Н., Чебоксарова И. А. Народы. Расы. Культуры. — 2-е изд. — М.: Наука, 1985. — 272 с. — 100 000 экз.

### 1986 год
- Кычанов Е. И. Абахай. — Новосибирск: Наука, Сибир. отд-ние, 1986. — 148 с. — 40 000 экз.

### 1987 год
- Агбунов М. В. Античная лоция Черного моря. — М.: Наука, 1987. — 160 с. — 64 000 экз.
- Кузнецов В. С. От стен Новой столицы до Великой стены. — Новосибирск: Наука, Сибир. отд-ние, 1987. — 176 с. — 28 500 экз.
- Рубцов Б. Б. Новая Зеландия. — М.: Наука, 1987. — 128 с. — 33 500 экз.
- Шемякин Я. Г. Латинская Америка: традиции и современность. — М.: Наука, 1987. — 192 с.

### 1988 год
- Бурин С. Н. На полях сражений гражданской войны в США. — М.: Наука, 1988. — 176 с. — 36 000 экз. — ISBN 5-02-008936-2.
- Рубцов Б. Б. Австралия — государство и континент. — М.: Наука, 1988. — 176 с. — (Страны и народы). — 33 000 экз. — ISBN 5-02-003338-3.

### 1989 год
- Данилов П. П. Республика Джибути / Отв. ред. П. И. Польшиков. — М.: Наука, 1989. — 176 с. — (Страны и народы). — ISBN 5-02-003312-X.
- Дружинина А. А. Греция далёкая и близкая. — М.: Наука, 1989. — 172 с. — 22 600 экз. — ISBN 5-02-012650-0.

## 1990-е

### 1990 год
- Варьяш О. И., Черных А. П. Португалия: дороги истории. — М.: Наука, 1990. — 144 с. — 25 000 экз. — ISBN 5-02-009017-4.

### 1991 год
- Кузнецов В. С. Последний правитель Ираншахра. — Новосибирск: Наука, Сибир. отд-ние, 1987. — 223 с. — 6000 экз. — ISBN 5-02-029734-8.
- Кычанов Е. И. Император Великого Ся. — Новосибирск: Наука, Сибирское отд-е, 1991. — 160 с. — ISBN 5-02-029403-9.
- Рубцов Б. Б. Океания / Отв. ред. И. А. Лебедев. — М.: Наука, 1991. — 223 с. — 3000 экз. — ISBN 5-02-003313-8.

### 1996 год
- Поспелов Е. М. Названия городов и сёл. — М.: Наука, 1996. — 152 с. — 1600 экз. — ISBN 5-02-002300-0.